# 桑原朋宏
桑原 朋宏（くわはら ともひろ、1985年8月10日 - ）は、日本の元子役・俳優。

## 来歴・人物
- 3年B組金八先生シリーズとの接点が深く、第5シリーズ・SP10の森山慶貴(通称・ガリベン)役でのレギュラー出演を筆頭に、第6・第7シリーズ・ファイナルにもゲスト出演を果たした。
- 2019年には、武田鉄矢の古希の誕生日会に出席した。

## 出演作品

### テレビドラマ[1]
- 有言実行三姉妹シュシュトリアン 第34話, 第37話（CX, 1993年）- ETおばさんの子供 役
- はぐれ刑事純情派VI 第25話（ANB, 1993年9月18日）
- 忍者戦隊カクレンジャー 第34話（ANB, 1994年10月7日）- 直樹の友達 役
- 3年B組金八先生 第5シリーズ（TBS, 1999年10月14日 - 2000年3月30日）- 森山 慶貴 役
- はみだし刑事情熱系 第5シリーズ 第5話（ANB, 2000年11月1日）
- 3年B組金八先生スペシャル(10) （TBS, 2001年4月5日）- 森山 慶貴 役
- 牟田刑事官VS終着駅の牛尾刑事　合同捜査（ANB, 2001年12月29日）
- 3年B組金八先生 第6シリーズ 第23話（TBS, 2002年3月28日）- 森山 慶貴 役
- 3年B組金八先生 第7シリーズ 第5話（TBS, 2004年11月12日）- 森山 慶貴 役
- 3年B組金八先生ファイナル（TBS, 2011年3月27日）- 森山 慶貴 役